# Sydney-Hobart

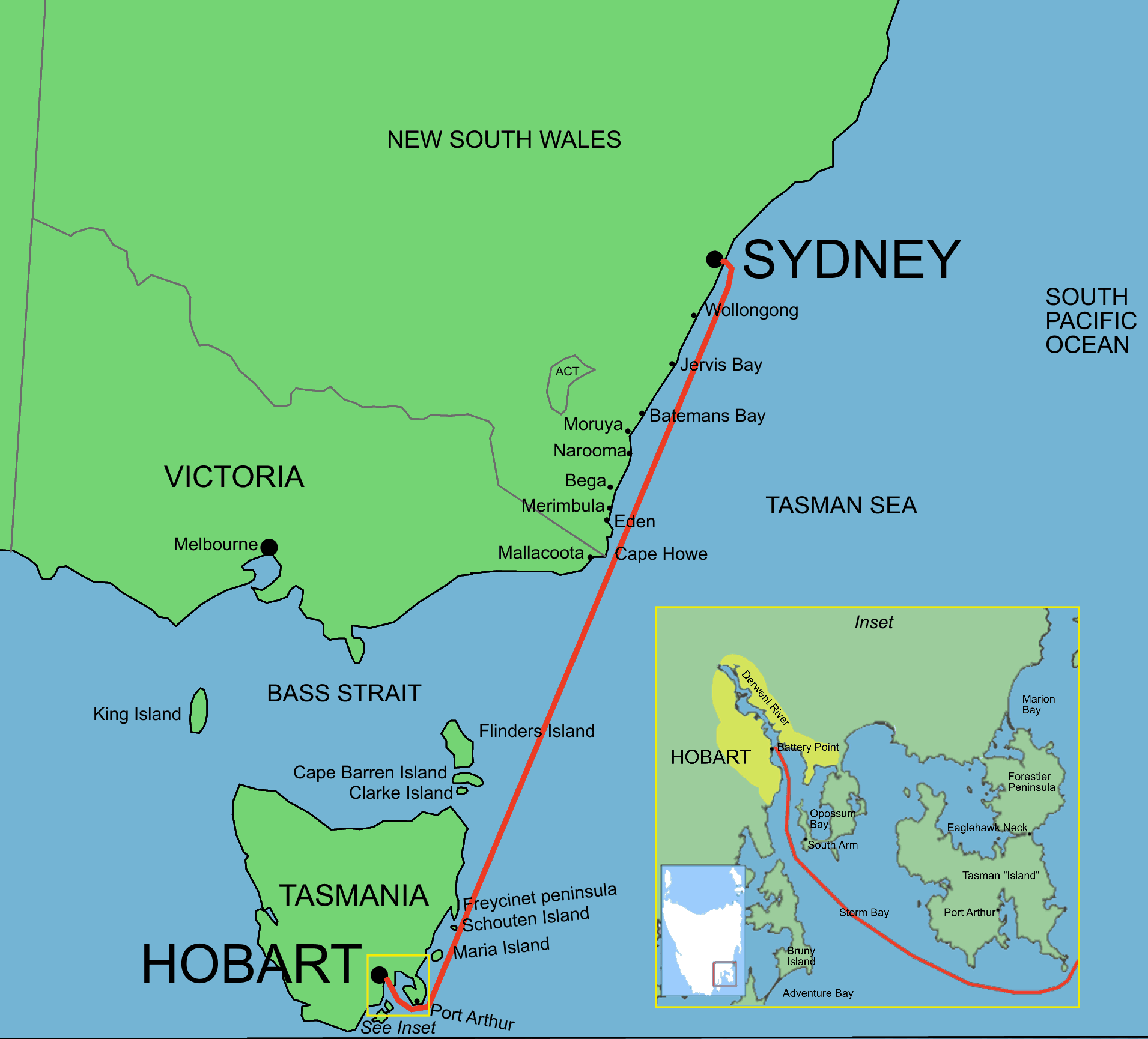
Parcours de la course.

Sydney–Hobart est une course à la voile partant de Sydney chaque 26 décembre et se terminant à Hobart, pour une distance d’environ 630 milles (1 167,39 kilomètres). L’organisation est assurée par le Cruising Yacht Club of Australia en collaboration avec le Royal Yacht Club of Tasmania. 
Depuis sa création en 1945, sa popularité n’a cessé de croître pour devenir l’une des plus importantes courses au large, attirant chaque année de nombreux maxi IOR européens et nord-américains. Le record actuel est détenu depuis 2017 par LDV Comanche avec 1 jour, 9 heures, 15 minutes et 24 secondes.
Le détroit de Bass, séparant l'île principale australienne de la Tasmanie, ainsi que les eaux du Pacifique sud qui le bordent immédiatement à l’est, sont réputés pour leurs conditions de vent et de mer difficiles et bien que la course ait lieu pendant l’été austral, les abandons ne sont pas rares. De nombreux bateaux quittant la compétition relâchent à Eden, sur la côte de Nouvelle-Galles du Sud, dernier port abrité avant la traversée du détroit de Bass.

## Histoire
Neuf concurrents s’élancèrent lors de la première édition en 1945. Le vainqueur, Rani, mit 6 jours, 14 heures et 22 minutes pour rallier Hobart. Les premiers records tombèrent rapidement mais il fallut ensuite 21 ans pour battre celui établi en 1975 par Kiaola, un voilier américain, en 1996 par l’allemand Morning Glory, et de 29 minutes uniquement, en 2 jours, 14 heures, 7 minutes et 10 secondes. En 1999, Nokia boucla le parcours en un jour, 19 heures et 48 minutes, battu en 2005 par Wild Oats XI.
L’édition 1998 fut endeuillée par la disparition de six équipiers appartenant à trois équipages différents. Cinq bateaux coulèrent au cours d’un fort coup de vent non annoncé. Seuls 44 des 115 concurrents parvinrent à rallier Hobart. À la suite de cela, les limites d’âge et d’expérience pour les équipiers furent relevées. La commission chargée d’enquêter sur les causes du drame émit des critiques tant à propos de l’organisation de la course que du Bureau australien de la météorologie. 
En 2005, Wild Oats XI fut le premier concurrent depuis Rani à réaliser un triplé en remportant la victoire en temps réel, en temps compensé et en établissant un nouveau record. En remportant à la fois les éditions 2006 et 2007 en temps réel, Wild Oats XI devint le premier concurrent à aligner trois victoires consécutives, record qu'il portera à 4 victoires consécutives en remportant l'édition 2008. Il réussira à nouveau le triplé en 2012.
Le record a ensuite été amélioré successivement par Perpetual LOYAL en 2016, puis par LDV Comanche en 2017, qui avait franchi la ligne d'arrivée 26 minutes après Wild Oats XI qui sera par la suite disqualifié à la suite d'une réclamation de LDV Comanche pour non-respect d'une règle de priorité au départ de la course.
En 2020, pour la première fois depuis 76 ans, la course est annulée à cause de la pandémie de Covid-19.
En 2023, la course en temps réelle est remporté par Law Connect, skippé par Christian Beck. Après avoir terminé second des trois dernières éditions il l'emporte enfin avec seulement 51 secondes d'avance sur son dauphin Andoo Comanche. C'est le second plus petit écart de l'histoire de la course après l'édition de 1982 où il était de seulement 7 secondes !.
En décembre 2024, 2 marins meurent heurtés par la bôme de leur bateau lors de mauvaises conditions météorologiques.

## Règlement
Tandis que l’attention de la presse et du public se concentre sur le premier bateau (généralement le plus grand et le plus récent de la flotte) à franchir la ligne d’arrivée, le classement en temps compensé revêt une certaine importance dans le cadre de la Tattersalls Cup. Le calcul du handicap, basé sur la taille et autres caractéristiques principales de chaque bateau, a évolué au cours des années. L’International Rule Club 2000 (IRC) a succédé en 2005 à l’International Measurement System (IMS), qui lui-même remplaçait les International Offshore Rules (IOR).
Les règles de courses sont celles de l’International Sailing Federation.

## Flotte
La flotte est constituée en majorité de sloops, monocoques à un mât équipés d’une grand-voile et d’un seul génois auquel s’ajoute un spinnaker aux allures portantes.
L’architecte naval néo-zélandais Bruce Farr détient le record des constructeurs, avec 15 bateaux victorieux conçus dans ses bureaux.

## Résultats
Ces données proviennent du site officiel du Sydney Hobart
| Année | Vainqueur en temps réel                 | Temps                  | Vainqueur en temps compensé          | Partants | Arrivés |
| ----- | --------------------------------------- | ---------------------- | ------------------------------------ | -------- | ------- |
| 1945  | Rani                                    | 6 j 14 h 22 min 00s,   | Rani                                 | 9        | 8       |
| 1946  | Morna                                   | 5 j 02 h 53 min 33s    | Christina                            | 19       | 11      |
| 1947  | Morna                                   | 5 j 03 h 03 min 54s    | Westward                             | 28       | 21      |
| 1948  | Morna                                   | 4 j 05 h 01 min 21s    | Westward                             | 18       | 13      |
| 1949  | Waltzing Matilda                        | 5 j 10 h 33 min 10s    | Trade Winds                          | 15       | 13      |
| 1950  | Margaret Rintoul                        | 5 j 05 h 28 min 34s    | Nerida                               | 16       | 14      |
| 1951  | Margaret Rintoul                        | 4 j 02 h 29 min 01s    | Struen Marie                         | 14       | 12      |
| 1952  | Nocturne                                | 6 j 02 h 34 min 47s    | Ingrid                               | 17       | 17      |
| 1953  | Sloveig                                 | 5 j 07 h 12 min 50s    | Ripple                               | 23       | 19      |
| 1954  | Kurrewa IV                              | 5 j 06 h 09 min 47s    | Solveig                              | 17       | 15      |
| 1955  | Even                                    | 4 j 18 h 13 min 14s    | Moonbi                               | 17       | 16      |
| 1956  | Kurrewa IV                              | 4 j 04 h 31 min 44s    | Solo                                 | 28       | 26      |
| 1957  | Kurrewa IV                              | 3 j 18 h 30 min 39s    | Anitra V                             | 20       | 18      |
| 1958  | Solo                                    | 5 j 02 h 32 min 52s    | Siandra                              | 22       | 19      |
| 1959  | Solo                                    | 4 j 13 h 33 min 12s    | Cherana                              | 30       | 24      |
| 1960  | Kurrewa IV                              | 4 j 08 h 11 min 15s    | Siandra                              | 32       | 30      |
| 1961  | Astor                                   | 4 j 04 h 42 min 11s    | Rival                                | 35       | 33      |
| 1962  | Ondine                                  | 3 j 03 h 46 min 16s    | Solo                                 | 42       | 40      |
| 1963  | Astor                                   | 4 j 10 h 53 min 00s    | Freya                                | 44       | 34      |
| 1964  | Astor                                   | 3 j 20 h 05 min 05s    | Freya                                | 38       | 31      |
| 1965  | Stormvogel                              | 3 j 20 h 30 min 09s    | Freya                                | 53       | 49      |
| 1966  | Fidelis                                 | 4 j 08 h 39 min 43s    | Cadence                              | 46       | 44      |
| 1967  | Pen Duick III                           | 4 j 04 h 10 min 31s    | Rainbow II                           | 66       | 59      |
| 1968  | Ondine II                               | 4 j 03 h 20 min 02s    | Koomooloo                            | 67       | 54      |
| 1969  | Crusade                                 | 3 j 15 h 07 min 40s    | Morning Cloud                        | 79       | 75      |
| 1970  | Buccaneer                               | 3 j 14 h 06 min 12s    | Pacha                                | 61       | 47      |
| 1971  | Kiaola II                               | 3 j 12 h 46 min 21s    | Pathfinder                           | 78       | 76      |
| 1972  | American Eagle                          | 3 j 04 h 42 min 39s    | American Eagle                       | 79       | 75      |
| 1973  | Helsal                                  | 3 j 01 h 32 min 09s    | Ceil III                             | 92       | 90      |
| 1974  | Ondine III                              | 3 j 13 h 51 min 56s    | Love and War                         | 63       | 58      |
| 1975  | Kiaola III                              | 2 j 14 h 36 min 56s    | Rampage                              | 102      | 99      |
| 1976  | Ballyhoo                                | 3 j 07 h 59 min 26s    | Piccolo                              | 85       | 70      |
| 1977  | Kiaola II (ancien Kiaola III)           | 3 j 10 h 14 min 09s    | Kiaola III                           | 131      | 70      |
| 1978  | Apollo                                  | 4 j 02 h 23 min 24s    | Love and War                         | 97       | 87      |
| 1979  | Bumblebee 4                             | 3 j 01 h 45 min 52s    | Screw Loose                          | 147      | 142     |
| 1980  | New Zealand                             | 2 j 18 h 45 min 41s    | New Zealand                          | 102      | 93      |
| 1981  | Vengeance                               | 3 j 22 h 30 min 00s    | Zeus II                              | 159      | 143     |
| 1982  | Condor of Bermuda                       | 3 j 00 h 59 min 17s    | Scallywag                            | 118      | 108     |
| 1983  | Condor                                  | 3 j 00 h 50 min 29s    | Challenge                            | 173      | 158     |
| 1984  | New Zealand                             | 3 j 11 h 31 min 21s    | Indian Pacific                       | 151      | 46      |
| 1985  | Apollo                                  | 3 j 04 h 32 min 28s    | #Sagacious                           | 178      | 145     |
| 1986  | Condor                                  | 2 j 23 h 26 min 25s    | Ex Tension                           | 123      | 106     |
| 1987  | Sovereign                               | 2 j 21 h 58 min 08s    | Sovereign                            | 154      | 146     |
| 1988  | Ragamuffin (ancien Bumblebee IV)        | 3 j 15 h 29 min 07s    | Illusion                             | 119      | 81      |
| 1989  | Drumbeat                                | 3 j 06 h 21 min 34s    | Ultimate Challenge                   | 126      | 112     |
| 1990  | Ragamuffin (ancien Bumblebee IV)        | 2 j 21 h 05 min 33s    | Sagacious V                          | 105      | 86      |
| 1991  | Brindabella                             | 3 j 01 h 14 min 19s    | She’s Apples (IMS) / Atara (IOR)     | 99       | 91      |
| 1992  | New Zealand Endeavour                   | 2 j 19 h 19 min 18s    | Assassin (IMS) / Ragamuffin (IOR)    | 110      | 102     |
| 1993  | Ninety Seven                            | 4 j 00 h 54 min 11s    | Cuckoos Nest (IMS) / Wild Oats (IOR) | 104      | 38      |
| 1994  | Tasmania (ancien New Zealand Endeavour) | 2 j 16 h 48 min 04s    | Raptor                               | 371      | 309     |
| 1995  | Sayonara                                | 3 j 00 h 53 min 35s    | Terra Firma                          | 98       | 92      |
| 1996  | Morning Glory                           | 2 j 14 h 07 min 10s    | Ausmaid                              | 95       | 77      |
| 1997  | Brindabella                             | 2 j 23 h 37 min 12s    | Beau Geste                           | 114      | 99      |
| 1998  | Sayonara                                | 2 j 19 h 03 min 32s    | AFR Midnight Rambler                 | 115      | 44      |
| 1999  | Nokia                                   | 1 j 19 h 48 min 02s    | Yendys                               | 79       | 49      |
| 2000  | Nicorette                               | 2 j 14 h 02 min 09s    | SAP Ausmaid (ancien Ausmaid)         | 82       | 58      |
| 2001  | Assa Abloy                              | 2 j 20 h 46 min 43s    | Bumblebee 5                          | 75       | 56      |
| 2002  | Alfa Romeo                              | 2 j 04 h 58 min 52s    | Quest                                | 57       | 53      |
| 2003  | Skandia                                 | 2 j 15 h 14 min 06s    | First National Real Estate           | 56       | 52      |
| 2004  | Nicorette                               | 2 j 16 h 00 min 04s    | Aera                                 | 116      | 59      |
| 2005  | Wild Oats XI                            | 1 j 18 h 40 min 10s,   | Wild Oats XI                         | 85       | 80      |
| 2006  | Wild Oats XI                            | 2 j 08 h 52 min 33s    | Love & War                           | 78       | 69      |
| 2007  | Wild Oats XI                            | 1 j 21 h 24 min 32s    | Rosebud                              | 82       | 79      |
| 2008  | Wild Oats XI                            | 1 j 20 h 34 min 14 s   | Quest                                | 100      | 92      |
| 2009  | Alfa Romeo                              | 2 j 09 h 02 min 10 s   | Two True                             | 100      | 94      |
| 2010  | Wild Oats XI                            | 2 j 07 h 37 min 20 s   | Secret Men's Business 3.5            | 87       | 69      |
| 2011  | Investec Loyal                          | 2 j 06 h 14 min 18 s   | Loki                                 | 88       | 76      |
| 2012  | Wild Oats XI                            | 1 j 18 h 23 min 12 s , | Wild Oats XI                         | 76       | 71      |
| 2013  | Wild Oats XI                            | 2 j 06 h 07 min 27 s   | Victoire                             | 94       | 84      |
| 2014  | Wild Oats XI                            | 2 j 02 h 03 min 26 s   | Wild Rose                            | 117      | 103     |
| 2015  | Comanche                                | 2 j 08 h 58 min 30 s   | Balance                              | 108      | 77      |
| 2016  | Perpetual LOYAL                         | 1 j 13 h 31 min 20 s   | Giacomo                              | 88       | 83      |
| 2017  | LDV Comanche                            | 1 j 9 h 15 min 24 s    | Ichi Ban                             | 102      | 96      |
| 2018  | Wild Oats XI                            | 1 j 19 h 07 min 21 s   | Alive                                | 85       | 79      |
| 2019  | Comanche                                | 1 j 18 h 30 min 24 s   | Ichi Ban                             | 157      | 154     |
| 2021  | Black Jack                              | 2 j 12 h 37 min 17 s   | Ichi Ban                             | 88       | 40      |
| 2022  | Andoo Comanche                          | 1 j 11 h 56 min 48 s,  | Celestial                            | 109      | 83      |
| 2023  | Law Connect                             | 1 j 19 h 03 min 58 s   | Alive                                | 103      | 85      |
| 2024  | Law Connect                             | 1 j 13 h 35 min 13 s   | Celestial V70                        | 104      | 68      |

1. 1 2 3 4 5 6 7 8 9 10 11 12 13  Nouveau record,
2. 1 2 3  Triplé : temps réel, temps compensé, record de course
3. 1 2 3  Kiaola II, vainqueur en 1971, est différent de Kiaola III vainqueur en 1975 et 1977. Après sa victoire de 1975 Kiaola III fut modifié et étrangement rebaptisé Kiaola II avant de franchir à nouveau la ligne en tête en 1977.
4. 1 2  L’Apollo de 1978 et celui de 1985 sont deux bateaux différents.
5. 1 2  New Zealand de 1980 et celui de 1984 sont deux bateaux différents.
6. 1 2  Brindabella de 1991 et celui de 1997 sont deux bateaux différents.

## Records
- Temps le plus court : 1 jour, 09 heures, 15 minutes, 24 secondes (LDV Comanche, 2017).
- Plus grande flotte : 371 (1994).
- Plus petite flotte : 9 (1945).
- Plus grand nombre d’abandons : 70 % des concurrents en 1984 (sur une moyenne de 17.44 %).
- Plus petit bateau : Klinger en 1978 (27 pieds soit 8,23 m).
- Plus petit vainqueur en temps réel : Nocturne en 1952 et Rani en 1945 (35 pieds soit 10,67).
- Plus grand bateau : Skandia, Zana/Konica Minolta, Wild Oats XI, Alfa Romeo et Maximus (98 pieds soit 29,87 m).
- Plus grand vainqueur en temps réel : Skandia (2003) et Wild Oats XI (2005, 2006 ,2007, 2008, 2010, 2012, 2013 et 2014).
- Plus grand nombre de victoires en temps réel (bateau) : Wild Oats XI (9 victoires).
- Plus grand nombre de victoires en temps réel (skipper) : Mark Richards (9 victoires).
- Plus grand nombre de victoires en temps compensé (bateau) : Freya et Love & War (3 victoires).
- Plus grand nombre de victoires en temps compensé (skipper) : Magnus  et Trygve Halvorsen (4 victoires).
- Plus vieux concurrent : Maluka, construit en 1932, prit le départ en 2006.
- Plus grand nombre d’éditions (skipper) : Tony Ellis & Tony Cable (51 éditions), John Bennetto, Aus et Lou Abrahams (44 éditions).
- Triplés (victoire en temps réel, en temps compensé et nouveau record) : Rani (1945) Wild Oats XI (2005 & 2012).
- Plus petit écart à l’arrivée : 7 secondes en 1982 entre Condor of Bermuda et Apollo.
- Plus grand nombre de victoires (architecte) : Bruce Farr (15 bateaux victorieux).
- Première participation féminine : Jane Tate et Dagmar O’Brien (1946) ; le bateau de Dagmar O’Brien ayant abandonné, Jane Tate devint la première femme à terminer la course, un trophée lui est dédié.
- Premier équipage entièrement féminin : Barbarian (1975 ; skipper Vicki Wilma).
- Équipière ayant le plus grand nombre de participations à son actif : Adrienne Cahalan (15 éditions).